# 4-クロロ安息香酸CoAリガーゼ
4-クロロ安息香酸CoAリガーゼ(4-chlorobenzoate-CoA ligase、EC 6.2.1.33)は、以下の化学反応を触媒する酵素である。
ATP + 4-クロロ安息香酸 + CoA{\displaystyle \rightleftharpoons }AMP + 二リン酸 + 4-クロロベンゾイルCoA
従って、この酵素の3つの基質はATPと4-クロロ安息香酸とCoA、3つの生成物はAMPと二リン酸と4-クロロベンゾイルCoAである。
この酵素は、リガーゼ、特に酸-チオールリガーゼに分類される。系統名は、4-クロロ安息香酸:CoAリガーゼ(AMP生成)である。
この酵素は、2,4-ジクロロ安息香酸の分解に関与している。補因子としてマグネシウムを必要とする。

## 構造
2007年末時点で、この酵素の2つの構造が解明されている。蛋白質構造データバンクのコードは、1T5Dと1T5Hである。